# I min säng
"I min säng" är en svensk popsång av Anders Glenmark. Den finns med på hans nionde studioalbum Glenmark (1997) och utgavs även som singel samma år.

## Om sången
"I min säng" spelades in i Polar Studios med Glenmark som producent och Lennart Östlund som tekniker. Singeln utgavs först som singel med "Här, nu" som B-sida. Denna singel designades av Jörgen Hillerhag och fotografierna togs av Calle Stoltz. Senare utkom den också som maxisingel som förutom låten i Glenmarks version innehöll tre remixer gjorda av Stonebridge.
Låten tog sig in på Svenska singellistan. Där stannade den elva veckor mellan den 12 september och 21 november 1997 och nådde som bäst 21:a plats. Den kvalade också in till Svensktoppen den 13 september 1997, men misslyckades med att ta sig in.

## Låtlista

### CD
1. "I min säng" – 4:01
2. "Här, nu" – 4:03

### Maxisingel
1. "I min säng" (Stoney's Radio) – 4:15
2. "I min säng" (Stoney's Ultra Groovy Club Mix) – 7:40
3. "I min säng" (Stoney's Funk 2000 Dub) – 6:37
4. "I min säng" (originalversion) – 4:02

## Listplaceringar
| Lista (1997) | Position |
| ------------ | -------- |
| Sverige      | 21       |